# UNorder music entertainment
株式会社UNorder music entertainment（アンオーダー ミュージック エンターテイメント）は、日本の音楽企業である。代表取締役は田口達也。

## 概要

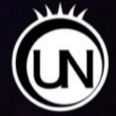
目の形をしているロゴマークが存在しており、「先見の明」という意味が込められている。

Non Stop Rabbitの個人事務所であり、ミュージックビデオ制作やグッズ販売を行っている。設立のきっかけは、田口が、太我の父親に食事に連れて行かれその際に、500万円を出資してくれたことである。
従業員のうち2人は田口がリーダーを務めているNon Stop Rabbitのメンバー矢野晴人と太我であり、残りは元所属バンドのメンバーや達也の後輩などである。
Non Stop Rabbitのアルバム『全A面』収録曲の「UNorder」は本会社の設立についてを歌った楽曲となっている。

## 略歴
- 2017年6月2日 法人番号が指定された[6]。
- 6月16日 Non Stop Rabbitの2ndワンマンライブにて、田口達也が音楽事務所「UNorder music entertainment」を設立した事が発表された[4]。
- 2020年3月に行われる予定であったNon Stop Rabbitの豊洲PITでのワンマンライブが新型コロナウイルス感染拡大によるイベント中止要請を受け、中止となった[7][8][9][10]。このライブにおいての「会場費やグッズ代などにかかる費用は1000万円を超えており、会社が潰れかねない損失になった」と社長である田口達也がTwitterにて会社やバンドの状況を投稿したことで反響を呼んだ[11]。

## 所属アーティスト
- Non Stop Rabbit
  - 田口達也
  - 矢野晴人
  - 太我